# ITZY
ITZY (korejsko 있지) je petčlanska k-pop dekliška skupina pod agencijo JYP Entertainment. Debitirale so 11. februarja 2019 z digitalnim singlom "IT'z Different". Sestavljajo jo članice Lee Chae-ryeong, Hwang Ye-ji, Choi Ji-soo, Shin Ryu-jin in Shin Yu-na.

## Zgodovina

### Pred debijem
Chaeryeong je bila leta 2013 udeleženka na dogodku K-pop Star 3. Leta 2015 je tekmovala v šovu agencije JYP z naslovom Sixteen, vendar ji cilja, postati članica zmagovalne skupine Twice, ni uspelo doseči.
Ryujin se je udeležila šova agencije JTBC z naslovom Mix Nine. Leta 2018 ga je med dekleti končala kot prva. V finalnem tekmovanju med ekipama devetih fantov in devetih deklet so zmagali prvi.
Yeji je tekmovala v seriji The Fan, a je bila izločena v peti epizodi.
Vse članice razen Lie so se leta 2017 udeležile resničnostnega šova Stray Kids mreže Mnet, kjer so tvorile projektno ekipo proti fantovski skupini Stray Kids.

### 2019: Debi
20. januarja 2019 je agencija JYP Entertainment izdala uvodni film, ki je predstavil novo skupino pod svojim okriljem, ITZY. To je prva dekliška skupina agencije JYP Entertainment po Twice.
24. januarja so z agencije razkrili, da bo skupina debitirala z mini albumom "IT'z Different". 11. februarja je izšel napovednik za glavni singl albuma z naslovom "Dalla Dalla". Videospot je izšel 11. februarja, mini album pa 12. Na izid albuma je skupina odpela tudi svoj prvi koncert v živo.

## Članice
| Ime        | Profil                                                                 | Pozicija                                                                        |
| ---------- | ---------------------------------------------------------------------- | ------------------------------------------------------------------------------- |
| Yeji       | - Ime: Hwang Ye-ji - Datum rojstva: 26. maj 2000 - Višina: 167 cm      | - Voditeljica skupine - Vodilna plesalka - Vodilna vokalistka - Vodilna raperka |
| Lia        | - Ime: Choi Ji-soo - Datum rojstva: 21. julij 2000 - Višina: 164 cm    | - Glavna vokalistka                                                             |
| Ryujin     | - Ime: Min Ryu-jin - Datum rojstva: 17. april 2001 - Višina: 162 cm    | - Glavna raperka - Vodilna plesalka - Vokalistka - Center                       |
| Chaeryeong | - Ime: Lee Chae-ryeong - Datum rojstva: 5. junij 2001 - Višina: 163 cm | - Glavna plesalka - Vodilna vokalistka - Raperka                                |
| Yuna       | - Ime: Min Yu-na - Datum rojstva: 9. februar 2003 - Višina: 167 cm     | - Vodilna vokalistka - Raperka                                                  |

## Albumi

### Studijski albumi
| Naslov        | Podatki | Lestvice | Lestvice | Lestvice | Lestvice | Lestvice | Lestvice | Lestvice | Prodaja                     | Certifikati          |
| Naslov        | Podatki | KOR      | FIN      | JPN      | JPN Hot  | UK Down. | US       | US World | Prodaja                     | Certifikati          |
| ------------- | --- | -------- | -------- | -------- | -------- | -------- | -------- | -------- | --------------------------- | -------------------- |
| Crazy in Love | - Izdan: September 24, 2021 (KOR) - Založba: JYP Entertainment, Dreamus - Format: CD, digital download, streaming       | 1        | 21       | 8        | 34       | 39       | 11       | 1        | - KOR: 641,534 - US: 22,000 | - KMCA: 2× Platinast |
| Ringo         | - Izdan: 18. oktober 2023 (JPN) - Založba: Warner Music Japan - Format: CD, CD+DVD, digital download, streaming         | —        | —        | 7        | 5        | —        | —        | —        | - JPN: 28,557               |                      |
| Born to Be    | - Izdan: 8. januar 2024 (KOR) - Založba: JYP Entertainment, Dreamus, Republic - Format: CD, digital download, streaming | 1        | —        | 22       | 30       | 14       | —        | 14       | - KOR: 554,463 - JPN: 5,858 |                      |

### Kompilacije
| Naslov    | Podatki | Lestvice | Prodaja              |
| Naslov    | Podatki | JPN      | Prodaja              |
| --------- | --- | -------- | -------------------- |
| It'z Itzy | - Izdan: 22. december 2021 (JPN) - Založba: Warner Music Japan - Format: CD, CD+DVD, digital download, streaming Track listing 1. "Dalla Dalla" (japonska verzija) 2. "Icy" (japonska verzija) 3. "Wannabe" (japonska verzija) 4. "Not Shy" (japonska verzija) 5. "In the Morning" (japonska verzija) 6. "Loco" (japonska verzija) 7. "Dalla Dalla" 8. "Icy" 9. "Wannabe" 10. "Not Shy" 11. "In the Morning" 12. "Loco" | 4        | - JPN: 30,740 (Phy.) |

## Mini albumi
| Naslov                                                               | Podatki | Lestvice | Lestvice | Lestvice | Lestvice | Lestvice | Lestvice | Lestvice | Lestvice | Prodaja                                    | Certifikati       |
| Naslov                                                               | Podatki | KOR      | FIN      | JPN      | JPN Hot  | POL      | US       | US Heat. | US World | Prodaja                                    | Certifikati       |
| -------------------------------------------------------------------- | --- | -------- | -------- | -------- | -------- | -------- | -------- | -------- | -------- | ------------------------------------------ | ----------------- |
| It'z Icy                                                             | - Izdan: 29. julij 2019 (KOR) - Založba: JYP Entertainment, Dreamus - Format: CD, digital download, streaming                     | 3        | —        | 12       | 32       | —        | —        | 19       | 11       | - KOR: 201,403 - JPN: 15,742 - US: 1,000   |                   |
| It'z Me                                                              | - Izdan: 9. marec 2020 (KOR) - Založba: JYP Entertainment, Dreamus - Format: CD, digital download, streaming                      | 1        | —        | 13       | 37       | 27       | —        | —        | 5        | - KOR: 199,504 - JPN: 10,882 - US: 1,000   |                   |
| Not Shy                                                              | - Izdan: 17. avgust 2020 (KOR) - Založba: JYP Entertainment, Dreamus - Format: CD, digital download, streaming                    | 1        | —        | 8        | 73       | 23       | —        | —        | 8        | - KOR: 269,222 - JPN: 14,201               | - KMCA: Platinast |
| Guess Who                                                            | - Izdan: 30. april 2021 (KOR) - Založba: JYP Entertainment, Dreamus - Format: CD, digital download, streaming                     | 2        | —        | 6        | 16       | —        | 148      | 1        | 2        | - KOR: 365,353 - JPN: 1,907 - US: 3,300    | - KMCA: Platinast |
| Checkmate                                                            | - Izdan: 15. julij 2022 (KOR) - Založba: JYP Entertainment, Dreamus, Republic - Format: CD, digital download, streaming           | 1        | 7        | 10       | 47       | 9        | 8        | —        | 1        | - KOR: 1,033,916 - JPN: 7,237 - US: 31,000 | - KMCA: Milijon   |
| Cheshire                                                             | - Izdan: 30. november 2022 (KOR) - Založba: JYP Entertainment, Dreamus, Republic - Format: CD, digital download, streaming        | 1        | —        | 10       | 39       | —        | 25       | —        | 2        | - KOR: 1,057,472 - JPN: 5,301              | - KMCA: Milijon   |
| Kill My Doubt                                                        | - Izdan: 31. julij 2023 (KOR) - Založba: JYP Entertainment, Dreamus, Republic - Format: CD, digital download, streaming, cassette | 1        | —        | 22       | 29       | —        | 23       | —        | 2        | - KOR: 1,207,934 - JPN: 8,434 - US: 23,000 | - KMCA: Milijon   |
| "—" pesem se ni uvrstila na lestvico ali ni bila izdana v tej državi | |          |          |          |          |          |          |          |          |                                            |                   |

### Kompilacije mini albumov
| Naslov                     | Podatki | Lestvice | Prodaja           |
| Naslov                     | Podatki | JPN      | Prodaja           |
| -------------------------- | --- | -------- | ----------------- |
| Not Shy (angleška verzija) | - Izdan: January 22, 2021 (ENG) - Založba: JYP Entertainment USA, Dreamus - Format: Digital download, streaming Track listing 1. "Not Shy" (angleška verzija) 2. "Wannabe" (angleška verzija) 3. "Icy" (angleška verzija) 4. "Dalla Dalla" (angleška verzija) | —        |                   |
| What'z Itzy                | - Izdan: September 1, 2021 (JPN) - Založba: Warner Music Japan - Format: Digital download, streaming Track listing 1. "Dalla Dalla" 2. "Icy" 3. "Wannabe" 4. "Not Shy" 5. "In the Morning"                                                                    | —        | - JPN: 760 (Dig.) |

## Albumi singlov
| Naslov         | Podatki |
| -------------- | --- |
| It'z Different | - Izdan: 12. februar 2019 (KOR) - Založba: JYP Entertainment, Dreamus - Format: Digital download, streaming |

## Singli
| Naslov                                                               | Leto   | Lestvice | Lestvice   | Lestvice | Lestvice | Lestvice | Lestvice | Lestvice | Lestvice | Lestvice | Prodaja              | Certifikati                                    | Album          |
| Naslov                                                               | Leto   | KOR      | KOR Billb. | CAN      | JPN      | JPN Hot  | NZ Hot   | SGP      | US World | WW       | Prodaja              | Certifikati                                    | Album          |
| Korean                                                               | Korean | Korean   | Korean     | Korean   | Korean   | Korean   | Korean   | Korean   | Korean   | Korean   | Korean               | Korean                                         | Korean         |
| -------------------------------------------------------------------- | ------ | -------- | ---------- | -------- | -------- | -------- | -------- | -------- | -------- | -------- | -------------------- | ---------------------------------------------- | -------------- |
| "Dalla Dalla" (달라달라)                                             | 2019   | 2        | 2          | —        | —        | 31       | 20       | 3        | 2        | —        | - US: 2,000          | - KMCA: Platinast (str.) - RIAJ: srebrn (str.) | It'z Different |
| "Icy"                                                                | 2019   | 10       | 1          | —        | —        | 34       | —        | 11       | 7        | —        |                      | - RIAJ: srebrn (str.)                          | It'z Icy       |
| "Wannabe"                                                            | 2020   | 6        | 2          | 92       | —        | 23       | 22       | 1        | 4        | —        | - US: 1,000          | - RIAA: zlat - RIAJ: zlat (str.)               | It'z Me        |
| "Not Shy"                                                            | 2020   | 9        | 4          | —        | —        | 18       | 16       | 2        | 8        | 124      |                      | - RIAJ: zlat (str.)                            | Not Shy        |
| "In the Morning" (마.피.아)                                          | 2021   | 10       | 7          | 97       | —        | 36       | 12       | 2        | 3        | 34       |                      |                                                | Guess Who      |
| "Loco"                                                               | 2021   | 26       | 23         | —        | —        | 46       | 13       | 5        | 4        | 44       |                      |                                                | Crazy in Love  |
| "Sneakers"                                                           | 2022   | 5        | 1          | —        | —        | 62       | 36       | 10       | —        | 71       |                      |                                                | Checkmate      |
| "Cheshire"                                                           | 2022   | 89       | 23         | —        | —        | —        | —        | 24       | —        | —        |                      |                                                | Cheshire       |
| "Cake"                                                               | 2023   | 22       | —          | —        | —        | —        | —        | —        | —        | —        |                      |                                                | Kill My Doubt  |
| "Untouchable"                                                        | 2024   | 93       | —          | —        | —        | —        | —        | —        | 8        | —        |                      |                                                | Born to Be     |
| Japanese                                                             |        |          |            |          |          |          |          |          |          |          |                      |                                                |                |
| "Voltage"                                                            | 2022   | —        | —          | —        | 3        | 16       | —        | —        | —        | —        | - JPN: 37,943 (phy.) |                                                | Ringo          |
| "Blah Blah Blah"                                                     | 2022   | —        | —          | —        | 3        | 11       | —        | —        | —        | —        | - JPN: 33,272 (phy.) |                                                | Ringo          |
| "Ringo"                                                              | 2023   | —        | —          | —        | —        | —        | —        | —        | —        | —        |                      |                                                | Ringo          |
| English                                                              |        |          |            |          |          |          |          |          |          |          |                      |                                                |                |
| "Boys Like You"                                                      | 2022   | —        | —          | —        | —        | —        | —        | —        | —        | —        |                      |                                                | Cheshire       |
| "—" pesem se ni uvrstila na lestvico ali ni bila izdana v tej državi |        |          |            |          |          |          |          |          |          |          |                      |                                                |                |

### Promocijski singli
| Naslov                                                               | Leto | Lestvice | Lestvice | Album                                    |
| Naslov                                                               | Leto | KOR DL   | US World | Album                                    |
| -------------------------------------------------------------------- | ---- | -------- | -------- | ---------------------------------------- |
| "Trust Me (Midzy)" (믿지) (korejska in angleška verzija)             | 2021 | 39       | 11       | Non-album promotional singles            |
| "Break Ice" (얼음깨) (s Second Aunt KimDaVi)                         | 2021 | 47       | —        | Non-album promotional singles            |
| "Wannabe" (japonska verzija)                                         | 2021 | —        | —        | It'z Itzy                                |
| "Loco" (japonska verzija)                                            | 2021 | —        | —        | It'z Itzy                                |
| "Weapon"                                                             | 2022 | —        | —        | Street Dance Girls Fighter (SGF) Special |
| "Trust Me (Midzy)" (japonska verzija)                                | 2023 | —        | —        | Ringo                                    |
| "Sugar-holic"                                                        | 2023 | —        | —        | Ringo                                    |
| "—" pesem se ni uvrstila na lestvico ali ni bila izdana v tej državi |      |          |          |                                          |

## Sodelovanje v soundtrackih
| Naslov        | Leto | Album                    |
| ------------- | ---- | ------------------------ |
| "Superpowers" | 2023 | Strong Girl Nam-soon OST |

## Druge pesmi
| Naslov                                                               | Leto | Lestvice | Lestvice | Prodaja     | Album          |
| Naslov                                                               | Leto | KOR DL   | US World | Prodaja     | Album          |
| -------------------------------------------------------------------- | ---- | -------- | -------- | ----------- | -------------- |
| "Want It?"                                                           | 2019 | 127      | 8        | - US: 1,000 | It'z Different |
| "Cherry"                                                             | 2019 | 200      | 23       | N/A         | It'z Icy       |
| "Don't Give a What"                                                  | 2020 | 143      | —        | N/A         | Not Shy        |
| "Surf"                                                               | 2020 | 162      | —        | N/A         | Not Shy        |
| "Be in Love"                                                         | 2020 | 150      | —        | N/A         | Not Shy        |
| "Sorry Not Sorry"                                                    | 2021 | 47       | —        | N/A         | Guess Who      |
| "Kidding Me"                                                         | 2021 | 59       | —        | N/A         | Guess Who      |
| "Wild Wild West"                                                     | 2021 | 73       | —        | N/A         | Guess Who      |
| "Shoot!"                                                             | 2021 | 71       | —        | N/A         | Guess Who      |
| "Tennis (0:0)"                                                       | 2021 | 80       | —        | N/A         | Guess Who      |
| "Swipe"                                                              | 2021 | 96       | 23       | N/A         | Crazy in Love  |
| "Sooo Lucky"                                                         | 2021 | 47       | —        | N/A         | Crazy in Love  |
| "#Twenty"                                                            | 2021 | 121      | —        | N/A         | Crazy in Love  |
| "B[oo]m-Boxx"                                                        | 2021 | 127      | —        | N/A         | Crazy in Love  |
| "Gas Me Up"                                                          | 2021 | 130      | —        | N/A         | Crazy in Love  |
| "Love Is"                                                            | 2021 | 102      | —        | N/A         | Crazy in Love  |
| "Chillin' Chillin'"                                                  | 2021 | 109      | —        | N/A         | Crazy in Love  |
| "Mirror"                                                             | 2021 | 128      | —        | N/A         | Crazy in Love  |
| "Racer"                                                              | 2022 | 74       | —        | N/A         | Checkmate      |
| "What I Want"                                                        | 2022 | 75       | —        | N/A         | Checkmate      |
| "Free Fall"                                                          | 2022 | 81       | —        | N/A         | Checkmate      |
| "365"                                                                | 2022 | 86       | —        | N/A         | Checkmate      |
| "Domino"                                                             | 2022 | 77       | —        | N/A         | Checkmate      |
| "Snowy"                                                              | 2022 | 51       | —        | N/A         | Cheshire       |
| "Freaky"                                                             | 2022 | 61       | —        | N/A         | Cheshire       |
| "Bet on Me"                                                          | 2023 | 49       | —        | N/A         | Kill My Doubt  |
| "None of My Business"                                                | 2023 | 51       | —        | N/A         | Kill My Doubt  |
| "Bratty" (나쁜애)                                                    | 2023 | 61       | —        | N/A         | Kill My Doubt  |
| "Psychic Lover"                                                      | 2023 | 56       | —        | N/A         | Kill My Doubt  |
| "Kill Shot"                                                          | 2023 | 57       | —        | N/A         | Kill My Doubt  |
| "—" pesem se ni uvrstila na lestvico ali ni bila izdana v tej državi |      |          |          |             |                |

## Videospoti
| Naslov                                       | Leto | Režiser                               | Ref.            |
| -------------------------------------------- | ---- | ------------------------------------- | --------------- |
| "Dalla Dalla" (달라달라)                     | 2019 | Naive Creative Production             | [ 77 ]          |
| "Icy"                                        | 2019 | Naive Creative Production             | [ 78 ]          |
| "Wannabe"                                    | 2020 | Naive Creative Production             | [ 79 ]          |
| "Not Shy"                                    | 2020 | Naive Creative Production             | [ 80 ]          |
| "Not Shy" (angleška verzija) (In Zepeto)     | 2021 | Neznano                               | [ 81 ]          |
| "In the Morning" (마.피.아)                  | 2021 | Bang Jae-yeob                         | [ 82 ]          |
| "Break Ice" (얼음깨) (s Second Aunt KimDaVi) | 2021 | Neznano                               | [ 83 ]          |
| "Loco"                                       | 2021 | Rima Yoon, Jang Dong-ju (Rigend Film) | [ 84 ]          |
| "Swipe"                                      | 2021 | Ha Jeong-hoon (Sushivisual)           | [ 85 ]          |
| "Wannabe" (japonska verzija)                 | 2021 | Naive Creative Production             | [ 86 ]          |
| "Loco" (japonska verzija)                    | 2021 | Rigend Film                           | [ 87 ]          |
| "Voltage"                                    | 2022 | Naive Creative Production             | [ 88 ]          |
| "#Twenty"                                    | 2022 | Kinotaku                              | [ 89 ]          |
| "Sneakers"                                   | 2022 | 725 (SL8 Visual Lab)                  | [ 90 ]          |
| "Blah Blah Blah"                             | 2022 | Naive Creative Production             | [ 91 ]          |
| "Boys Like You"                              | 2022 | Ha Jeong-hoon (HAT TRICK)             | [ 92 ]          |
| "Cheshire"                                   | 2022 | 725 (SL8 Visual Lab)                  | [ 93 ]          |
| "Bet on Me"                                  | 2023 | Naive Creative Production             | [ 94 ] [ 95 ]   |
| "None of My Business"                        | 2023 | Ko Yoo-jeong (Edie Ko)                | [ 96 ] [ 97 ]   |
| "Cake"                                       | 2023 | Rima Yoon, Jang Dong-ju (Rigend Film) | [ 98 ] [ 99 ]   |
| "Ringo"                                      | 2023 | Lee In-hoon (SEGAJI)                  | [ 100 ]         |
| "Superpowers"                                | 2023 | Kim Jeong-sik and Lee Kyung-sik       | [ 101 ]         |
| "Sugar-holic"                                | 2023 | Neznano                               | [ 102 ]         |
| "Born to Be"                                 | 2023 | Bang Jae-yeob                         | [ 103 ] [ 104 ] |
| "Mr. Vampire"                                | 2024 | Jo Beom-jin (VM Project Architecture) | [ 105 ]         |
| "Untouchable"                                | 2024 | Naive Creative Production             | [ 106 ]         |